# 密花石斛
密花石斛（学名：Dendrobium densiflorum）为兰科石斛属下的一个种。